# 压塞堰
压塞堰，又写作压赛堰，是中国浙江省宁波市一处水利设施遗址。
地处江北区孔浦街道西管小区南侧的倪家堰与姚江交汇口，压塞堰由五眼碶、船闸、郭公碶三个单体组成，占地面积650平方米，保存设施较为丰富。清代中后期至中华人民共和国建国后，曾多次维修。
2011年，压塞堰与姚江水系中多项水利设施一起以“姚江水利航运设施及相关遗产群”的名义被列入浙江省文物保护单位。
2013年，和小西坝旧址、大西坝旧址一起列入第七批全国重点文物保护单位（大运河——姚江水利航运设施子项）。

## 图片

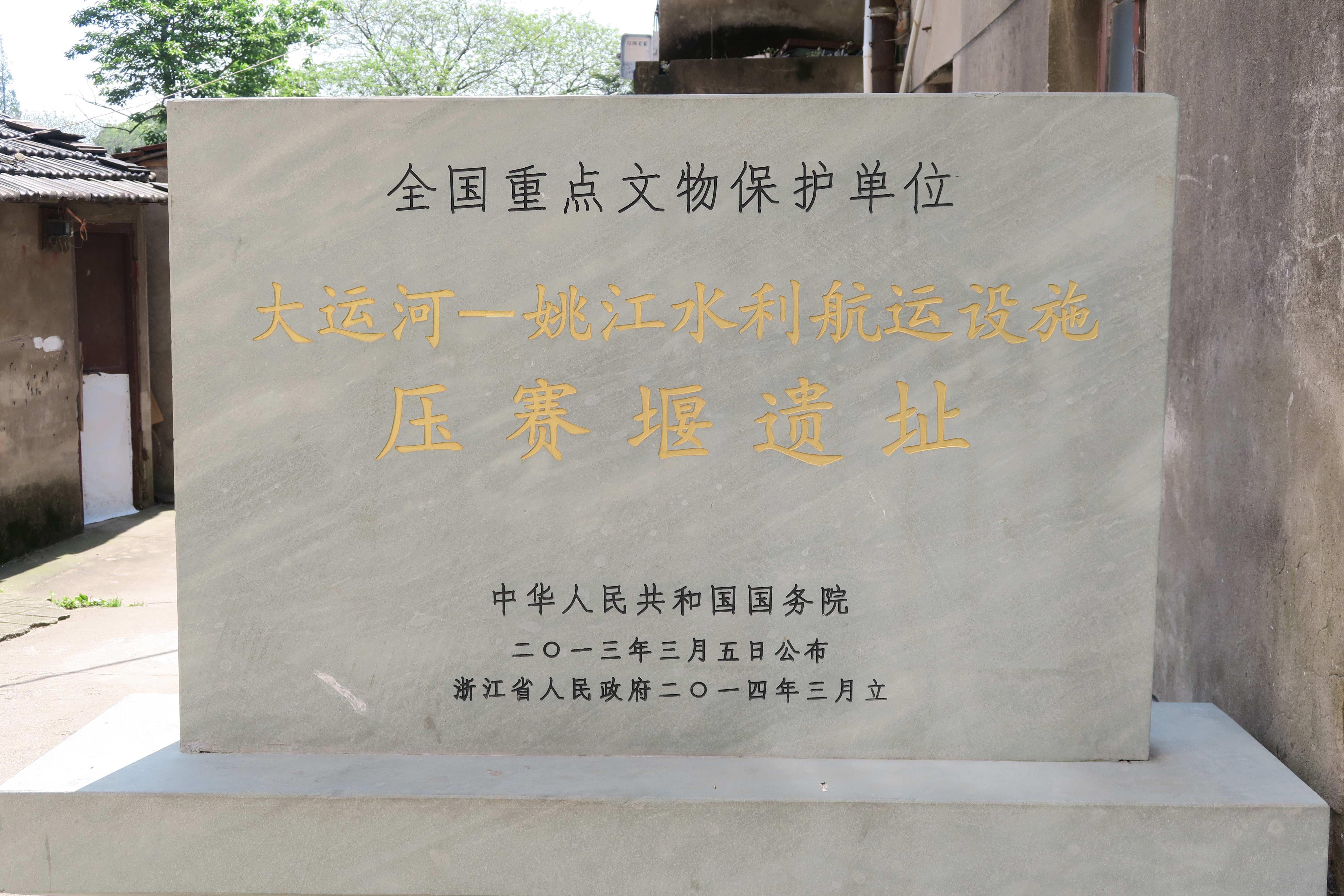
全国重点文物保护单位碑
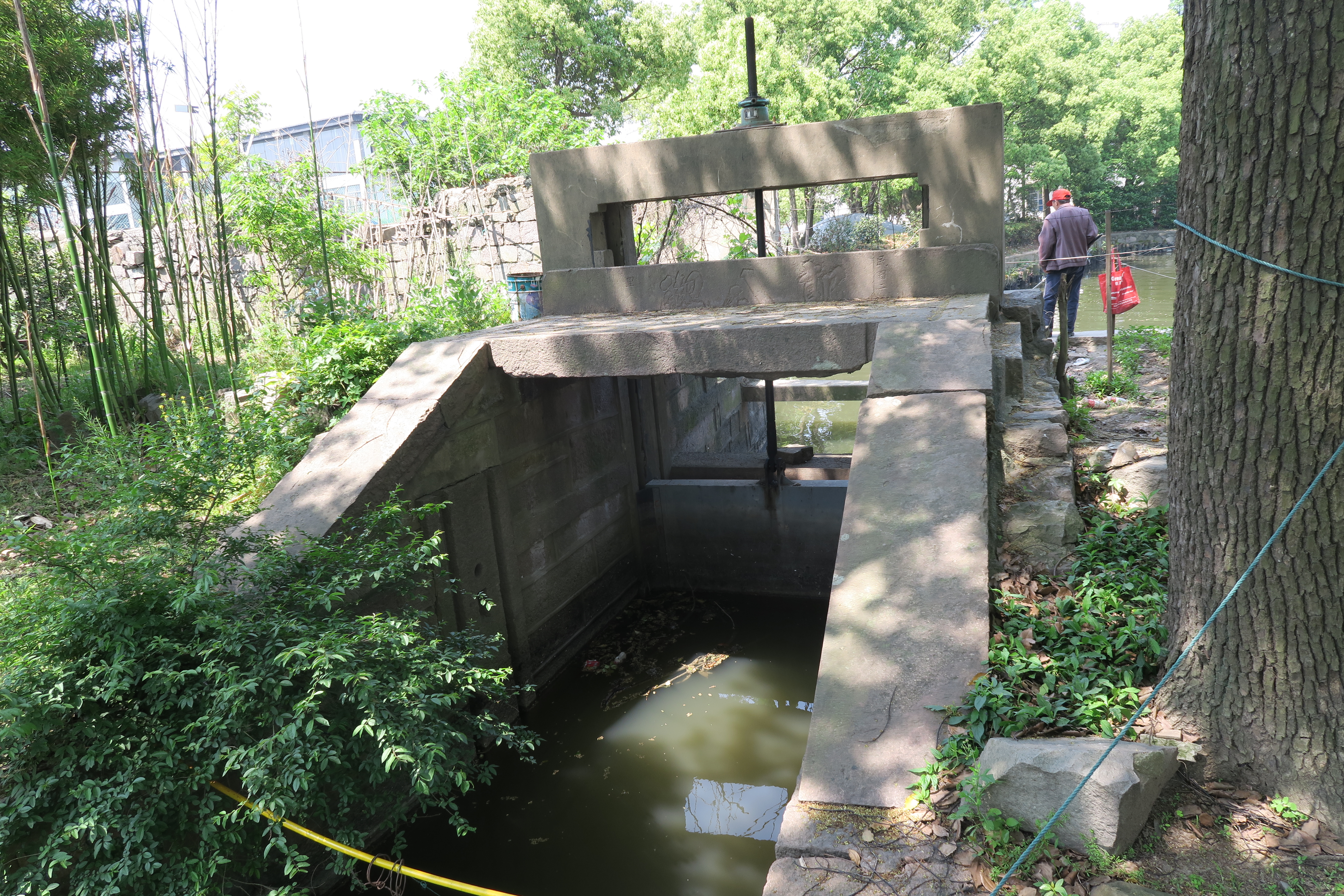
郭公碶
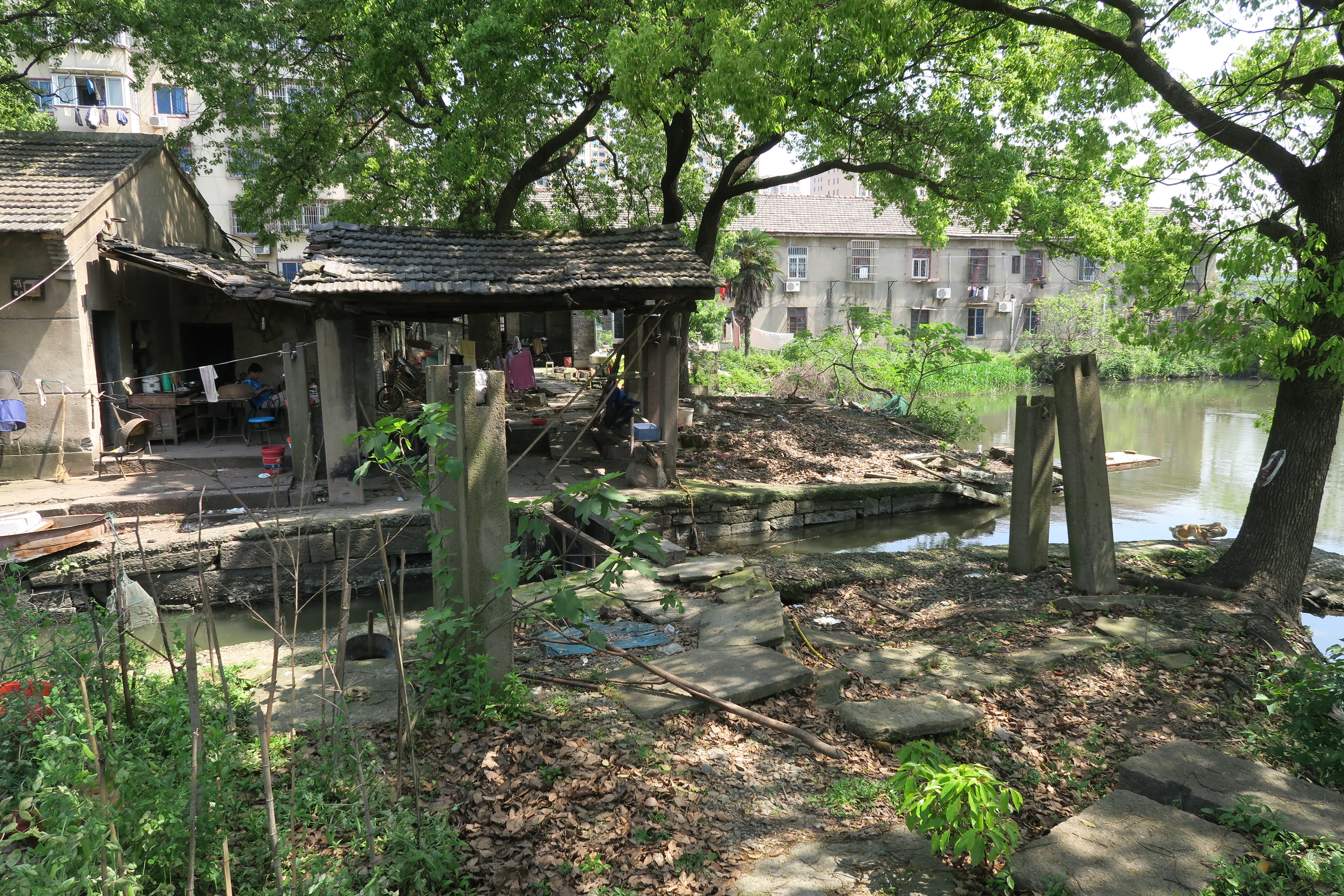
船闸遗址
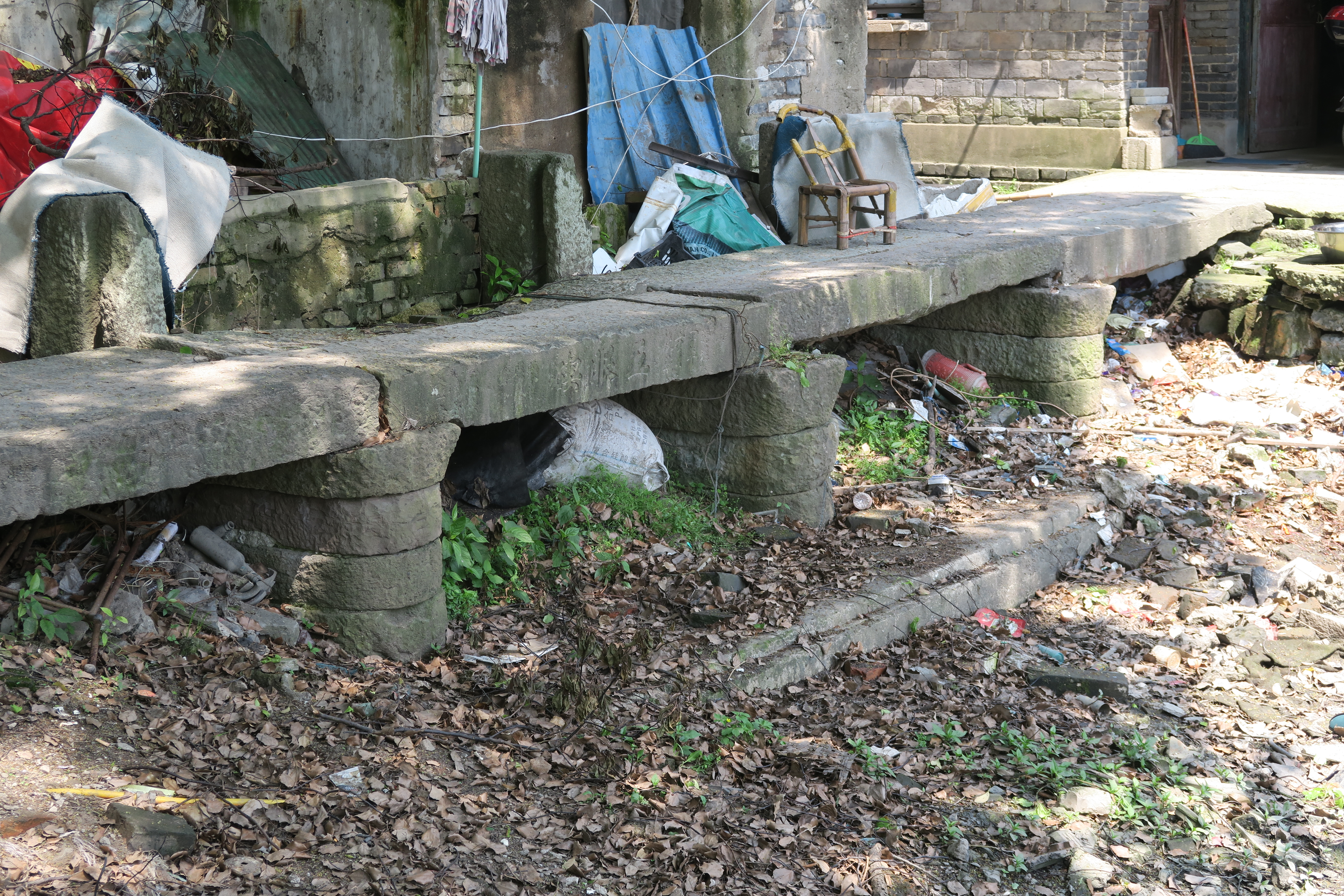
五眼碶